# Lynchius parkeri
Lynchius parkeri är en groddjursart som först beskrevs av Lynch 1975.  Lynchius parkeri ingår i släktet Lynchius och familjen Strabomantidae. IUCN kategoriserar arten globalt som starkt hotad. Inga underarter finns listade i Catalogue of Life.